# Přístav Dreverna
Přístav Dreverna, litevsky Drevernos uostas nebo Drevernos Prieplauka, je malý přístav ve vesnici Dreverna v seniorátu Priekulė (Priekulės seniūnija), na řece Dreverna poblíž jejího ústí ve východní části Kurského zálivu Baltského moře v Litvě. Přístav se také nachází v okrese Klaipėda v Klaipėdském kraji v Přímořské nížině (Pajurio žemuma).

## Další informace
Přístav se 75 kotvišti, molem, jeřábem, skluzem a malou loděnicí byl vybudován v roce 2009. V roce 2017 byl modernizován včetně vybudování zázemí s restaurací, parkovištěm, půjčovnami sportovního nářadí, sportovišti, společenským sálem, kempem Dreverna a rozhlednou Dreverna. V letní sezóně přístav nabízí pravidelné osobní trajektové spojení lodí Gilija do Juodkrantė na Kurské kose. V roce 2014 zde postavili repliku starodávné kurské plachetnice Dreverna. 

## Galerie

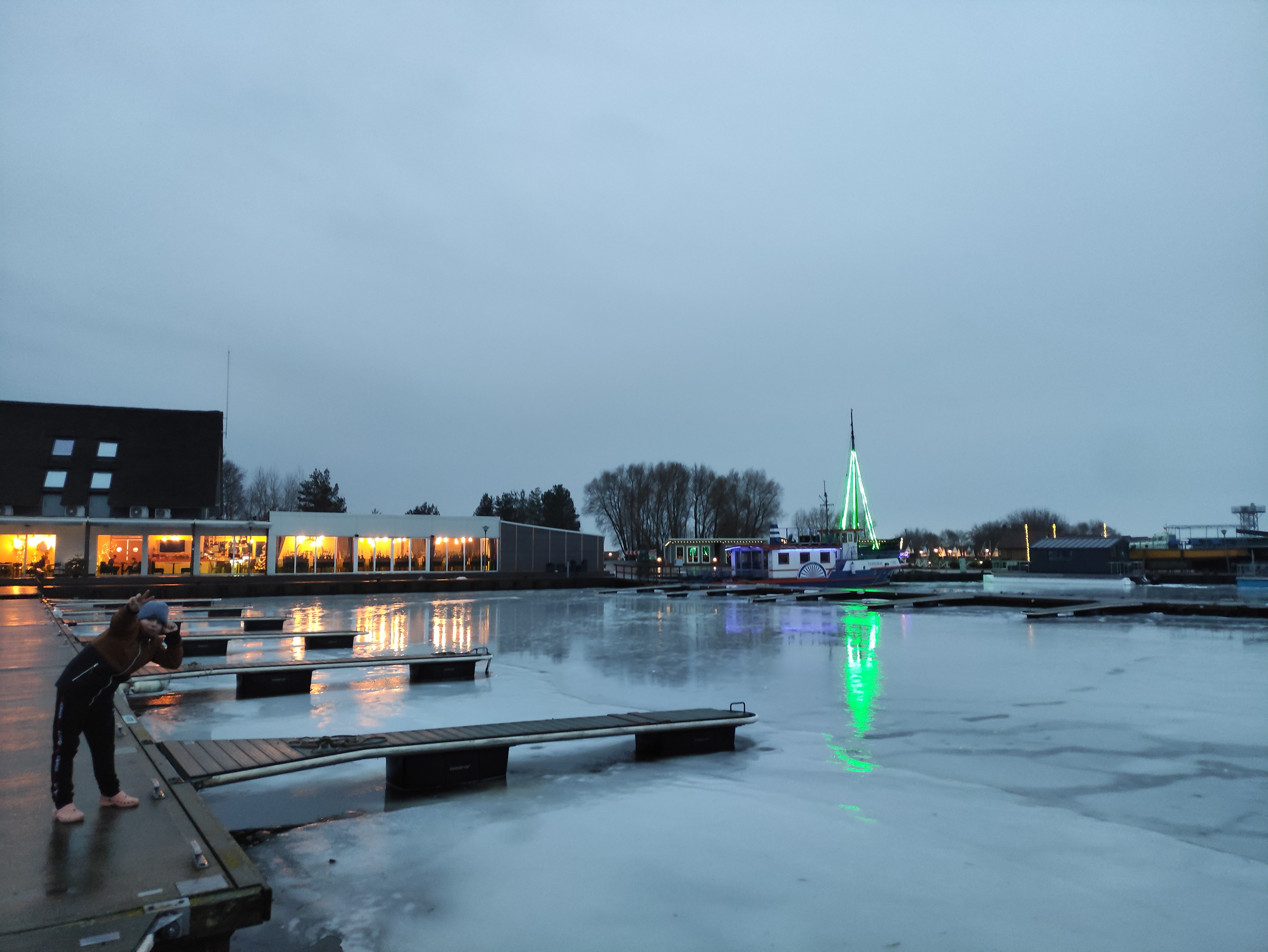
přístav (prosinec 2022)
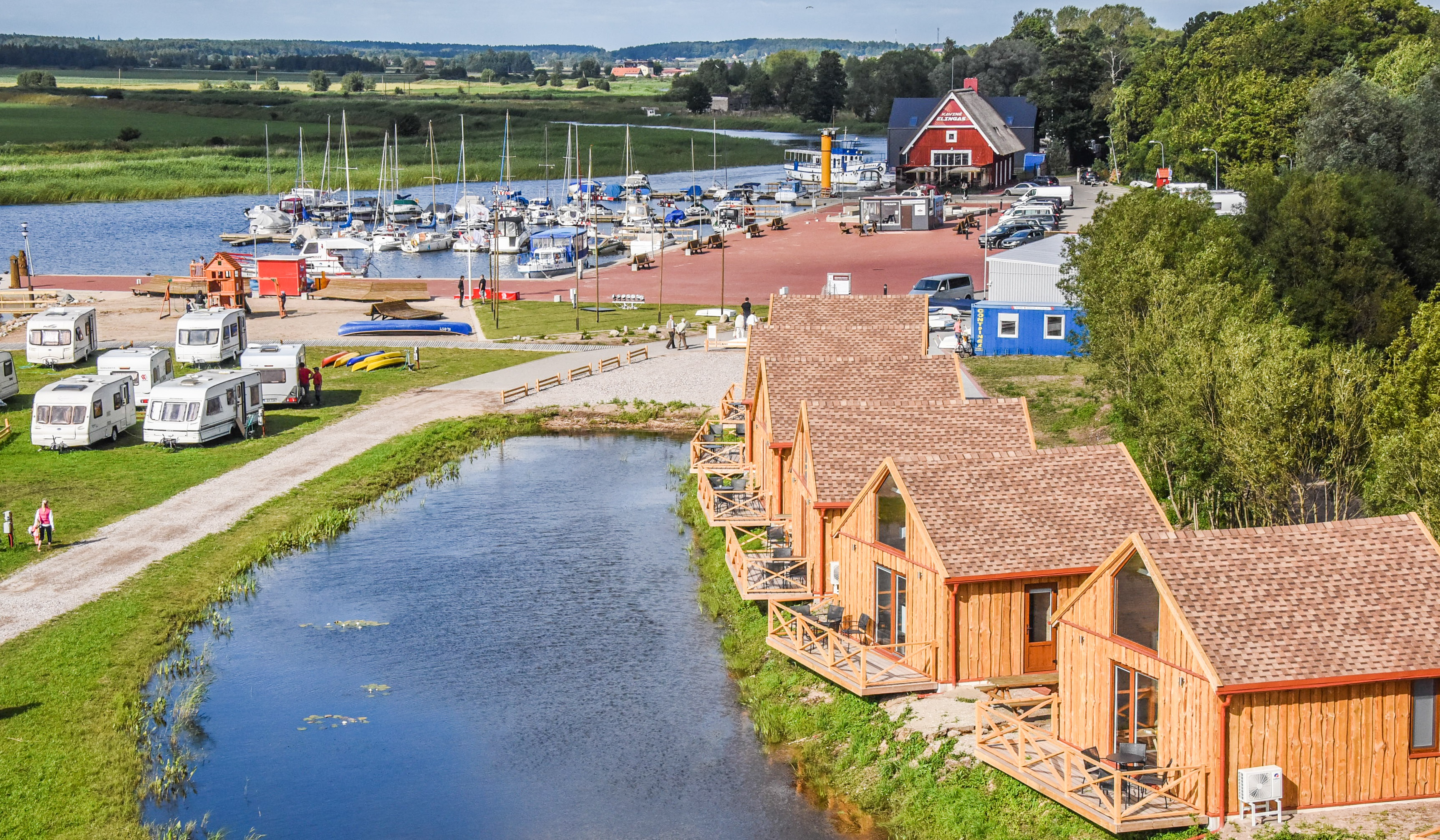
Pohled na přístav z rozhledny Dreverna